# Tomás Frías Ametller
Tomás Francisco Frías Amatller (Tarapaya, Imperio español; 21 de diciembre de 1804-Florencia, Reino de Italia, 10 de mayo de 1884) fue un político boliviano durante la segunda mitad del siglo XIX. Ocupó varios cargos públicos, como el de prefecto de Potosí, varios ministerios y carteras, además de la presidencia de Bolivia en dos ocasiones: de 1872 a 1873 y de 1874 a 1876.

## Biografía
Tomás Frías nació y creció en la hacienda familiar de Tarapaya, a 36 kilómetros de Potosí. Recibió una formación cuidada de sus padres, don José María Frías y doña Alejandra Ametller. Estudió Derecho y dedicó su juventud al comercio, así como a la adquisición de una profunda formación humanística durante sus viajes por Europa, especialmente en Italia. Poco a poco, sus intereses derivaron hacia la vida política.
Durante su estadía en Valparaíso, se casó con la boliviana María Josefa Raimunda Ballivián Guerra el 10 de noviembre de 1849. Ella era hija de José María Ballivián de los Barrios y de María Josefa Victoria de Guerra y Bustamante. A través de su padre era prima del presidente José Ballivián y tía del presidente Adolfo Ballivián, mientras que por el lado de su madre era prima del presidente Pedro José Domingo de Guerra. La pareja llegaría a tener 3 hijos.
Durante la presidencia de Jorge Córdova, Frías llegó a la prefectura del departamento de Potosí, pero de forma transitoria ya que el país se hallaba en una crisis política a causa del no reconocimiento de la legalidad de las elecciones de 1855. 
Después del golpe de Estado de Linares fue posesionado como Ministro de Hacienda, entre 1857 y 1861 en el que fue muy claro y restrictivo en cuanto a la administración del presupuesto nacional, principalmente en lo que se refiere a sueldos y gastos de los funcionarios. Durante este ministerio crea la Caja Central de Pagamentos, que centralizó y organizó la economía nacional después de más de 20 años de anarquía administrativa. Creó también un presupuesto dedicado única y exclusivamente a la educación con los que se pudieron comprar libros, pagar sueldos y alquileres e incluso conceder créditos y subvenciones a escuelas y universidades. 
Fue además el impulsor de leyes pioneras de la época como la de derechos de invención de 1858 o sobre sociedades anónimas de 1860. Impulsó la explotación de la Quina liberalizando la explotación y exportación de este producto. También impulsó la liberalización de otros sectores de la economía nacional como el textil y los minerales (a excepción de la plata). Se esforzó por normalizar la política monetaria boliviana refinanciando la deuda externa por un lado y por otro volviendo a acuñar monedas de plata en Potosí.
En 1861 un golpe de Estado derroca a Linares y se forma una Asamblea Constituyente de la que forma parte Frías y que se encarga de elaborar una nueva Constitución y elegir al nuevo presidente.
En 1862 se presenta como candidato a la presidencia en oposición a Achá, pero pierde con sólo un cuarto de los votos.
A partir de entonces Frías se dedica a la oposición de este gobierno y de los siguientes que se posesionaron de él mediante los diferentes golpes de estado como los de Belzu, Melgarejo o Morales. Cuando este último fue asesinado, los diputados reunidos en la ciudad de La Paz forman un consejo de Estado y designan al Dr. Frías como presidente para no dejar acéfalo el gobierno mientras se asentaba el revuelo político causado. 
Así el 28 de noviembre de 1872 asume la presidencia, pero inmediatamente convoca a elecciones. Estas fueron con mucho las elecciones más limpias de todo el siglo XIX en Bolivia y su corto primer mandato sólo lo dedicó a presidir estos comicios de la forma más transparente posible reflejándose su espíritu honesto y legalista.
El vencedor de estas elecciones fue Adolfo Ballivián, sobrino de su esposa Raimunda, que nombró a Frías como su ministro de Instrucción y Relaciones Exteriores.
Sin embargo, la fatalidad volvió a golpear al presidente Adolfo Ballivián, pues falleció poco más de un año después de su investidura. La presidencia recayó nuevamente en el doctor Tomás Frías, quien había asumido la presidencia del Consejo de Estado tras la enfermedad de Adolfo Ballivián. El 31 de enero de 1874, Frías tomó por segunda vez el mando del país y, por orden del Consejo, debía completar el periodo presidencial iniciado por Ballivián.
Este segundo mandato se caracterizó por la continuidad de las políticas económicas y exteriores impulsadas por su antecesor. Tal orientación generó tensiones con ciertos sectores políticos que también aspiraban al poder y consideraban ilegítimo dicho continuismo. Algunas medidas adoptadas por Frías, como la ley que sometía a todos los municipios del país a una auditoría general, le valieron enemistades en distintos frentes.
Durante su gestión se sucedieron varias revueltas, promovidas por adversarios políticos y ciertos sectores militares. Algunas de estas insurrecciones obligaron al propio presidente a encabezar campañas militares para sofocar los levantamientos en ciudades importantes como La Paz  y Cochabamba. En una de estas revueltas, un grupo de insurrectos comandado por Resini intentó tomar el Palacio de Gobierno en La Paz. Aprovechando la ausencia del presidente, que se encontraba reprimiendo otra sublevación, los rebeldes lanzaron antorchas contra el edificio, incendiando su estructura de madera. Finalmente, los Colorados, con el apoyo del coronel Granier, lograron sofocar la revuelta. Desde entonces, el edificio pasó a ser conocido como el Palacio Quemado.
En el ámbito económico, Frías mantuvo tensas relaciones con el creciente empresariado minero, que empezaba a adquirir poder e influencia en el país. Durante su mandato se firmó el tratado de 1874 con Chile, mediante el cual Bolivia se comprometía a no aumentar los impuestos sobre la explotación de recursos naturales por parte de ciudadanos chilenos en el Litoral boliviano. El incumplimiento posterior de este tratado sería una de las causas directas de la Guerra del Pacífico.
Otro episodio polémico fue el denominado "asunto López Gama", que el gobierno intentó resolver, pero que terminó de forma desfavorable para Bolivia. Tras ganar el litigio, López Gama fue indemnizado con más de un millón de pesos, monto que obligó al Estado a rematar la Estaca-Minas al mejor postor. El propio López terminó adquiriéndola, quedándose como dueño único de los intereses bolivianos en Atacama.
Por otro lado, en 1874 se promulgó la ley de exvinculación de tierras, que establecía la sustitución de la propiedad colectiva del ayllu por la propiedad individual. Con esta norma se ponía fin al régimen de tenencia comunal y ancestral de la tierra, dando paso a su parcelación mediante la emisión de títulos individuales de propiedad.
El 20 de marzo de 1875, una sublevación en su contra liderada por Resini, terminó con la quema y destrucción casi total del Palacio de Gobierno, que desde entonces se conoce popularmente como “Palacio Quemado”.
En 1876, Tomás Frías decidió convocar a elecciones generales. Sin embargo, el 3 de mayo de ese año, el recientemente ascendido general Hilarión Daza encabezó un golpe de Estado que derrocó al gobierno. El propio Daza ofreció al presidente Frías, ya entrado en edad, mantenerse formalmente en la presidencia, en lo que habría sido un autogolpe. Frías rechazó la propuesta y se negó a brindar cualquier tipo de apoyo. Al día siguiente, fue arrestado y conducido al convento de La Recoleta, donde recibió la asistencia del embajador de los Estados Unidos.
Al ser derrocado en su gobierno en 1876, se fue a Europa donde vivió y fue diplomático de Bolivia en Francia. Murió en Florencia el 1 de marzo de 1884.